# Daewoo Royals Football Club 1984
Questa voce raccoglie le informazioni riguardanti il Daewoo Royals Football Club nelle competizioni ufficiali della stagione 1984.

## Stagione
Acquisito lo status di club professionistico e mutato il nome della società in Daewoo Royals la squadra, che nel precampionato aveva dovuto chiamare in panchina il tecnico Jo Yoon-Ohk, iniziò il campionato portandosi subito al primo posto per poi cedere il passo alle concorrenti. In seguito al ritorno di Chang Woon-Soo alla guida tecnica, la squadra riprese quota divenendo l'unica antagonista dello Yukong Kokkiri nella lotta per il primo posto. Nella seconda fase del torneo la squadra ebbe un andamento simile a quello della manche precedente: dopo aver assunto il comando della graduatoria si lasciò sopravanzare dal POSCO Dolphins. Nella seconda parte del girone il Daewoo Royals iniziò una rimonta che culminò con il sorpasso dei rivali in seguito ai risultati dello scontro diretto tenutosi alla penultima giornata: la squadra ebbe quindi accesso al playoff per il titolo nazionale che fu vinto grazie a una vittoria nella gara di andata.

## Maglie e sponsor
Le divise sono prodotte dall'Adidas.
| Manica sinistra · Maglietta · Maglietta · Manica destra · Pantaloncini · Calzettoni | Manica sinistra · Maglietta · Maglietta · Manica destra · Pantaloncini · Calzettoni |  |

## Rosa
| N. |                          | Ruolo | Calciatore      |
| -- | ------------------------ | ----- | --------------- |
| 1  | Corea del Sud (bandiera) | P     | Kim Poong-Joo   |
| 2  | Corea del Sud (bandiera) | P     | Jeong Seong-Gyo |
| 3  | Corea del Sud (bandiera) | C     | Cho Kwang-Rae   |
| 4  | Corea del Sud (bandiera) | D     | Chang Woe-Ryong |
| 6  | Corea del Sud (bandiera) | D     | Kim Tae-Su      |
| 8  | Corea del Sud (bandiera) | A     | Kang Shin-Woo   |
| 10 | Corea del Sud (bandiera) | C     | Lee Tae-Ho      |
| 11 | Corea del Sud (bandiera) | A     | Chung Hae-Won   |
| 12 | Corea del Sud (bandiera) | D     | Chung Yong-Hwan |
| 13 | Corea del Sud (bandiera) | C     | Hyun Ki-Ho      |
| 16 | Corea del Sud (bandiera) | D     | Lee Jae-Hee     |
| 17 | Corea del Sud (bandiera) | A     | Byun Byung-Joo  |
| 18 | Corea del Sud (bandiera) | C     | Lee Cheon-Heung |

| N. |                          | Ruolo | Calciatore      |
| -- | ------------------------ | ----- | --------------- |
| 19 | Corea del Sud (bandiera) | A     | Park Jong-Won   |
| 21 | Corea del Sud (bandiera) | C     | Yoo Jong-Wan    |
| 22 | Corea del Sud (bandiera) | D     | Yoo Tae-Mok     |
| 24 | Corea del Sud (bandiera) | A     | Lee Woo-Chan    |
| 25 | Corea del Sud (bandiera) | D     | Jeon Deok-Chan  |
| 27 | Corea del Sud (bandiera) | C     | Kim Ki-Yoon     |
|    | Corea del Sud (bandiera) | A     | Park Yong-Ju    |
|    | Corea del Sud (bandiera) | C     | Kim Gang-Nam    |
|    | Corea del Sud (bandiera) | C     | Kim Seong-Nam   |
|    | Corea del Sud (bandiera) | C     | Park Chang-Seon |
|    | Corea del Sud (bandiera) | C     | Jeong Jong-Sik  |
|    | Corea del Sud (bandiera) | D     | Jeon In-Seok    |
|    | Corea del Sud (bandiera) | A     | Im Go-Seok      |

## Risultati

### Korean Super League

#### Prima fase
| Seul 31 marzo 1984 | Daewoo Royals | 2 – 0 | Hanil Bank | Dongdaemun Stadium |

| Pusan 7 aprile 1984 | Daewoo Royals | 2 – 1 | Kookmin Bank | Busan Gudeok Stadium |

| Seul 21 aprile 1984 | Daewoo Royals | 2 – 1 | POSCO Dolphins | Dongdaemun Stadium |

| Daejeon 28 aprile 1984 | Daewoo Royals | 1 – 2 | Hallelujah Eagles | Daejon Hanbat Stadium |

| Cheongju 5 maggio 1984 | Daewoo Royals | 0 – 0 | Hyundai Horangi | Cheongju Stadium |

| Wonju 12 maggio 1984 | Daewoo Royals | 4 – 5 | Lucky-Goldstar Hwangso | Wonju Stadium |

| Ulsan 20 maggio 1984 | Daewoo Royals | 1 – 0 | Hanil Bank | Ulsan Complex Stadium |

| Jeonju 17 giugno 1984 | Daewoo Royals | 1 – 2 | Yukong Kokkiri | Jeonju Stadium |

| Jeonju 23 giugno 1984 | Daewoo Royals | 1 – 0 | Yukong Kokkiri | Jeonju Stadium |

| Pusan 28 giugno 1984 | Daewoo Royals | 1 – 1 | Hallelujah Eagles | Busan Gudeok Stadium |

| Pusan 1º luglio 1984 | Daewoo Royals | 1 – 0 | Hyundai Horangi | Busan Gudeok Stadium |

| Seul 8 luglio 1984 | Daewoo Royals | 2 – 1 | POSCO Dolphins | Hyochang Stadium |

| Gangneung 15 luglio 1984 | Daewoo Royals | 3 – 2 | Kookmin Bank | Gangneung Stadium |

| Pusan 8 luglio 1984 | Daewoo Royals | 4 – 1 | Lucky-Goldstar Hwangso | Busan Gudeok Stadium |

#### Seconda fase
| Seul 28 luglio 1984 | Daewoo Royals | 3 – 1 | Hanil Bank | Dongdaemun Stadium |

| Seul 1º agosto 1984 | Daewoo Royals | 4 – 0 | Kookmin Bank | Hyochang Stadium |

| Seul 4 agosto 1984 | Daewoo Royals | 0 – 0 | Yukong Kokkiri | Dongdaemun Stadium |

| Seul 7 agosto 1984 | Daewoo Royals | 1 – 0 | Hallelujah Eagles | Hyochang Stadium |

| Gangneung 11 agosto 1984 | Daewoo Royals | 0 – 1 | Hyundai Horangi | Gangneung Stadium |

| Pusan 17 agosto 1984 | Daewoo Royals | 1 – 2 | POSCO Dolphins | Busan Gudeok Stadium |

| Ulsan 25 agosto 1984 | Daewoo Royals | 2 – 0 | Lucky-Goldstar Hwangso | Ulsan Complex Stadium |

| Taegu 30 agosto 1984 | Daewoo Royals | 3 – 1 | Hanil Bank | Daegu Civil Stadium |

| Andong 2 settembre 1984 | Daewoo Royals | 1 – 1 | Kookmin Bank | Andong Stadium |

| Masan 9 settembre 1984 | Daewoo Royals | 0 – 0 | Yukong Kokkiri | Masan Stadium |

| Gwangju 16 settembre 1984 | Daewoo Royals | 3 – 0 | Hallelujah Eagles | Gwangju Stadium |

| Incheon 23 settembre 1984 | Daewoo Royals | 0 – 0 | Hyundai Horangi | Incheon Sungui Stadium |

| Cheongju 28 ottobre 1984 | Daewoo Royals | 4 – 2 | POSCO Dolphins | Cheongju Stadium |

| Seul 4 novembre 1984 | Daewoo Royals | 1 – 0 | Lucky-Goldstar Hwangso | Dongdaemun Stadium |

#### Playoff
| Seul 10 novembre 1984 | Yukong Kokkiri | 0 – 1 | Daewoo Royals |  |

| Seul 11 novembre 1984 | Daewoo Royals | 1 – 1 | Yukong Kokkiri |  |

## Statistiche

### Statistiche di squadra
| Competizione        | Punti | Totale | Totale | Totale | Totale | Totale | Totale | DR  |
| Competizione        | Punti | G      | V      | N      | P      | Gf     | Gs     | DR  |
| ------------------- | ----- | ------ | ------ | ------ | ------ | ------ | ------ | --- |
| Korean Super League | 59    | 28     | 17     | 6      | 5      | 47     | 23     | +24 |

### Statistiche dei giocatori
| Giocatore       | Korean Super League | Korean Super League | Korean Super League | Korean Super League |
| Giocatore       | Presenze            | Reti                | Ammonizioni         | Espulsioni          |
| --------------- | ------------------- | ------------------- | ------------------- | ------------------- |
| Byun Byung-Joo  | 19                  | 4                   | 0                   | 0                   |
| Chang Woe-Ryong | 18                  | 0                   | 0                   | 0                   |
| Chung Hae-Won   | 23                  | 5                   | 0                   | 0                   |
| Cho Kwang-Rae   | 13                  | 1                   | 0                   | 0                   |
| Hyun Ki-Ho      | 18                  | 1                   | 0                   | 0                   |
| Im Go-Seok      | 11                  | 4                   | 0                   | 0                   |
| Jeon In-Seok    | 18                  | 0                   | 0                   | 0                   |
| Jeon Deok-Chan  | 1                   | 0                   | 0                   | 0                   |
| Jeong Jong-Sik  | 1                   | 0                   | 0                   | 0                   |
| Jeong Seong-Gyo | 11                  | 0                   | 0                   | 0                   |
| Kang Shin-Woo   | 27                  | 5                   | 0                   | 0                   |
| Kim Gang-Nam    | 3                   | 0                   | 0                   | 0                   |
| Kim Ki-Yoon     | 15                  | 4                   | 0                   | 0                   |
| Kim Poong-Joo   | 17                  | 0                   | 0                   | 0                   |
| Kim Seong-Nam   | 6                   | 0                   | 0                   | 0                   |
| Kim Tae-Su      | 7                   | 0                   | 0                   | 0                   |
| Lee Cheon-Heung | 10                  | 0                   | 0                   | 0                   |
| Lee Jae-Hee     | 28                  | 0                   | 0                   | 0                   |
| Lee Tae-Hoo     | 20                  | 11                  | 0                   | 0                   |
| Lee Woo-Chan    | 2                   | 0                   | 0                   | 0                   |
| Park Chang-Seon | 28                  | 6                   | 0                   | 0                   |
| Park Jong-Won   | 9                   | 1                   | 0                   | 0                   |
| Park Yong-Ju    | 4                   | 0                   | 0                   | 0                   |
| Yoo Jong-Wan    | 2                   | 0                   | 0                   | 0                   |
| Yoo Tae-Mok     | 22                  | 2                   | 0                   | 0                   |